# Orangey
Orangey war eine orangefarbene Hauskatze, die in den 1950er und 1960er Jahren in verschiedenen Filmen mitgespielt hat. Der Tabby-Kater wurde von Frank Inn trainiert.
Orangey, der auch unter den Namen Jimmy und Rhubarb geführt wurde, trat in den 1950er und Anfang der 1960er Jahre in diversen Filmen auf. Er war die einzige Katze, die zweimal einen PATSY Award (US-amerikanischer Filmpreis für Tiere, ähnlich dem Oscar) erhielt. Den ersten erhielt er für die Darstellung eines tierischen Millionenerben im Film Rhubarb (1951) von Arthur Lubin an der Seite von Jan Sterling und Ray Milland. Den zweiten Patsy erhielt er für die Darstellung des namenlosen Katers von Holly Golightly im Film Frühstück bei Tiffany (1961). Zu sehen war er außerdem in der 1959er Verfilmung des Tagebuchs von Anne Frank. Im Fernsehen trat er von 1952 bis 1959 regelmäßig in der Fernsehserie Our Miss Brooks auf.
Orangey war nicht überall beliebt. So soll er am Set Schauspieler gekratzt und gebissen haben. Außerdem floh er nach manchen Szenen, und der Dreh musste gestoppt werden, bis der Kater wiedergefunden wurde. Daher ließ Inn oft Aufpasser beschäftigen, die verhindern sollten, dass er das Weite suchte. Allerdings war Orangey auch sehr ausdauernd beim Drehen. Die Katze war zeitweise recht populär, so dass sie etwa auf dem Filmplakat zu Ruhe Sanft GmbH neben den sechs menschlichen Hauptdarstellern gleichrangig, wenn auch unter dem Namen Rhubarb, aufgeführt wurde.

## Filmografie (Auswahl)
- 1951: Rhubarb
- 1952–1958: Our Miss Brooks (Fernsehserie)
- 1955: Metaluna IV antwortet nicht (This Island Earth)
- 1957: Die unglaubliche Geschichte des Mister C. (The Incredible Shrinking Man)
- 1959: Das Tagebuch der Anne Frank (The Diary of Anne Frank)
- 1960: Besuch auf einem kleinen Planeten (Visit to a Small Planet)
- 1961: Frühstück bei Tiffany (Breakfast at Tiffany’s)
- 1962: Gigot, der Stumme vom Montmartre (Gigot)
- 1964: Ruhe Sanft GmbH (The Comedy of Terrors)
- 1965: Village of the Giants
- 1967: Kobra, übernehmen Sie (Mission impossible, Fernsehserie, Staffel: 2, Folge: 9 - Das Jadesiegel)